# Citrodiwangsan
Citrodiwangsan is een bestuurslaag in het regentschap Lumajang van de provincie Oost-Java, Indonesië. Citrodiwangsan telt 12.016 inwoners (volkstelling 2010).